# 黃體魮
黃體魮（学名：Carasobarbus luteus）为輻鰭魚綱鯉形目鲤科的其中一種，分布於亞洲底格里斯河流域，本魚背鰭硬棘3至4枚；背鰭軟條9至10枚；臀鰭硬棘3枚；臀鰭軟條6枚，體長可達17.8公分，棲息在中底從水域。
其种加词“luteus”意为“黄色的”。

## 外部連結
- 黃體魮的圖片 （页面存档备份，存于）